# Copa de Europa de baloncesto 1963-64
La séptima edición de la Copa de Europa de Baloncesto fue ganada por el Real Madrid derrotando en la final al Spartak ZJŠ Brno de Checoslovaquia, en una final a doble partido en el que el equipo checo se impuso por 11 en el partido de ida, y el Madrid remontó en la vuelta, ganando por 20.

## Primera ronda
| Equipo 1              | Agr.    | Equipo 2         | Ida    | Vuelta |
| --------------------- | ------- | ---------------- | ------ | ------ |
| Wiener                | 133–184 | Spartak ZJŠ Brno | 71–105 | 62–79  |
| AEK                   | 141–154 | Galatasaray      | 73–66  | 68–88  |
| Stade Francais Geneva | 119–161 | Chemie Halle     | 59–72  | 60–89  |
| Alvik                 | 147–173 | Legia Varsovia   | 80–98  | 67–75  |
| Celtic                | 119–209 | Real Madrid      | 73–102 | 46–107 |
| Etzella               | 114–145 | PUC              | 57–73  | 57–72  |
| Academic              | 141–149 | OKK Beograd      | 61–68  | 80–81  |
| Alliance Casablanca   | 116–177 | Antwerpse        | 54–73  | 62–104 |

## Segunda ronda
| Equipo 1               | Agr.      | Equipo 2          | Ida    | Vuelta |
| ---------------------- | --------- | ----------------- | ------ | ------ |
| Helsingin Kisa-Toverit | 139–129   | Chemie Halle      | 75–64  | 64–65  |
| Antwerpse              | 170–180   | Simmenthal Milano | 84–90  | 86–90  |
| Galatasaray            | 131–131*  | Steaua Bucureşti  | 69–51  | 62–80  |
| Benfica                | 0–4**     | Legia Varsovia    | 0–2    | 0–2    |
| Alemannia Aachen       | 112–208   | Real Madrid       | 69–93  | 43–115 |
| PUC                    | 63–105*** | OKK Beograd       | 63–105 |        |
| Maccabi Tel Aviv       | 111–154   | Spartak ZJŠ Brno  | 60–58  | 51–96  |

*Tras mantenerse el empate en los partidos de ida y vuelta, se jugó un partido de desempate en Bucureşt el 19 de enero de 1964: Steaua Bucureşti - Galatasaray 57-56.
**Benfica se retiró antes del partido de ida y el Legia Warsaw recibió un marcador de (2-0) ambos partidos.
***PUC no pudo viajar a Belgrado a jugar el partido de ida debido a que todos los vuelos a la capital yugoslava fueron cancelados por las condiciones meteorológicas. Posteriormente, la FIBA decidió que la eliminatoria se jugara a un único partido en pista neutral, jugándose en París (16 de enero de 1964).
Automáticamente clasificados para cuastos de final
- CSKA Moscú (defensor del título) Se retiró de la competición La explicación "oficial" dada por la federación soviética es que estaban preparando los Juegos Olímpicos..

## Cuartos de final
| Equipo 1          | Agr.    | Equipo 2               | Ida    | Vuelta |
| ----------------- | ------- | ---------------------- | ------ | ------ |
| Steaua Bucureşti  | 169–196 | Spartak ZJŠ Brno       | 94–92  | 75–104 |
| Simmenthal Milano | 186–167 | Helsingin Kisa-Toverit | 99–70  | 87–97  |
| Legia Varsovia    | 176–194 | Real Madrid            | 90–102 | 86–92  |

Automáticamente clasificado para semifinales
- OKK Beograd

## Semifinales
| Equipo 1          | Agr.    | Equipo 2         | Ida    | Vuelta |
| ----------------- | ------- | ---------------- | ------ | ------ |
| OKK Beograd       | 178–179 | Spartak ZJŠ Brno | 103–94 | 75–85  |
| Simmenthal Milano | 160–178 | Real Madrid      | 82–77  | 78–101 |

## Final
| Equipo 1         | Agr.    | Equipo 2    | Ida    | Vuelta |
| ---------------- | ------- | ----------- | ------ | ------ |
| Spartak ZJŠ Brno | 174–183 | Real Madrid | 110–99 | 64–84  |

Partido de ida en el Brno Ice rink, Brno; Espectadores 12.000 o 14,000 (29 de abril de 1964)

Partido de vuelta en el Frontón Fiesta Alegre, Madrid;Espactadores 2.500 (10 de mayo de 1964)
| Campeón de la Copa de Europa de 1963–64 |
| --------------------------------------- |
| Real Madrid 1.er título                 |